# Палантай, Иван Степанович
Ива́н Степа́нович Паланта́й (настоящая фамилия — Ключников; 12 [24] апреля 1886, деревня Кокшамары, Российская империя — 11 июня 1926, Москва) — первый марийский композитор, основоположник марийской профессиональной музыки.

## Биография
Родился в деревне Кокшамары на берегу Большой Кокшаги. В 1909 году окончил регентские курсы при Казанском музыкальном училище. В 1914—1915 годах обучался на регентских курсах при Придворной певческой капелле в Петрограде.
Создал первый профессиональный марийский хор. С 1919 по 1926 год им создано значительное количество хоровых произведений.

Могила Ключникова-Палантая Ивана Степановича на Туруновском кладбище Йошкар-Олы

Скончался 11 июня 1926 года в Москве в туберкулезном институте. Похоронен на Ваганьковском кладбище, в 1972 году перезахоронен в Йошкар-Оле на Туруновском кладбище.

## Творчество
Составитель песенных сборников «Марийский учебник пения» (1923), «Пионерские песни» (1926), «Споём хором» (1926).
Сочинения: хоры, в том числе «Воды текут», «Гусли», «На восходе солнца».

## Память

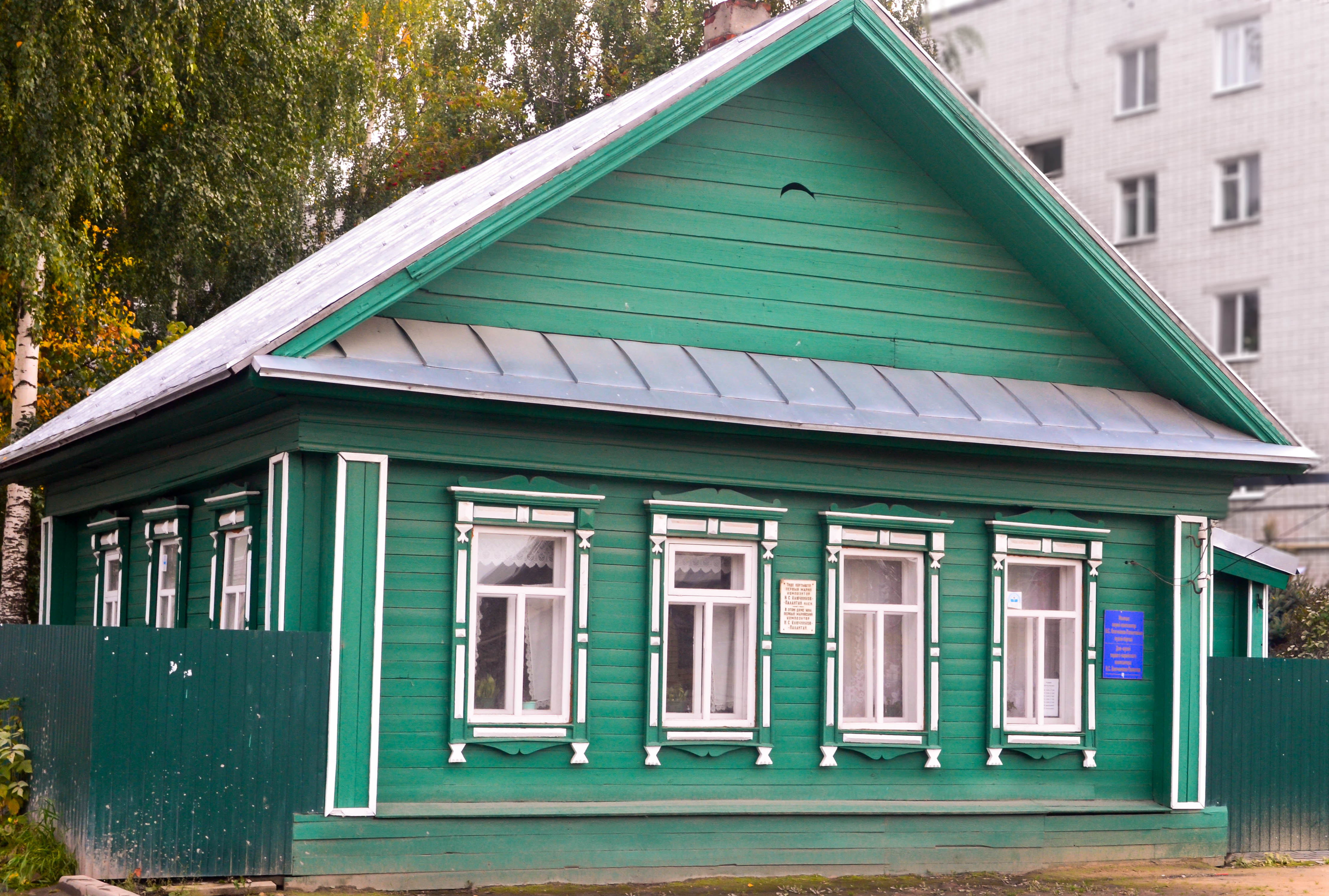
Дом-музей в Йошкар-Оле.

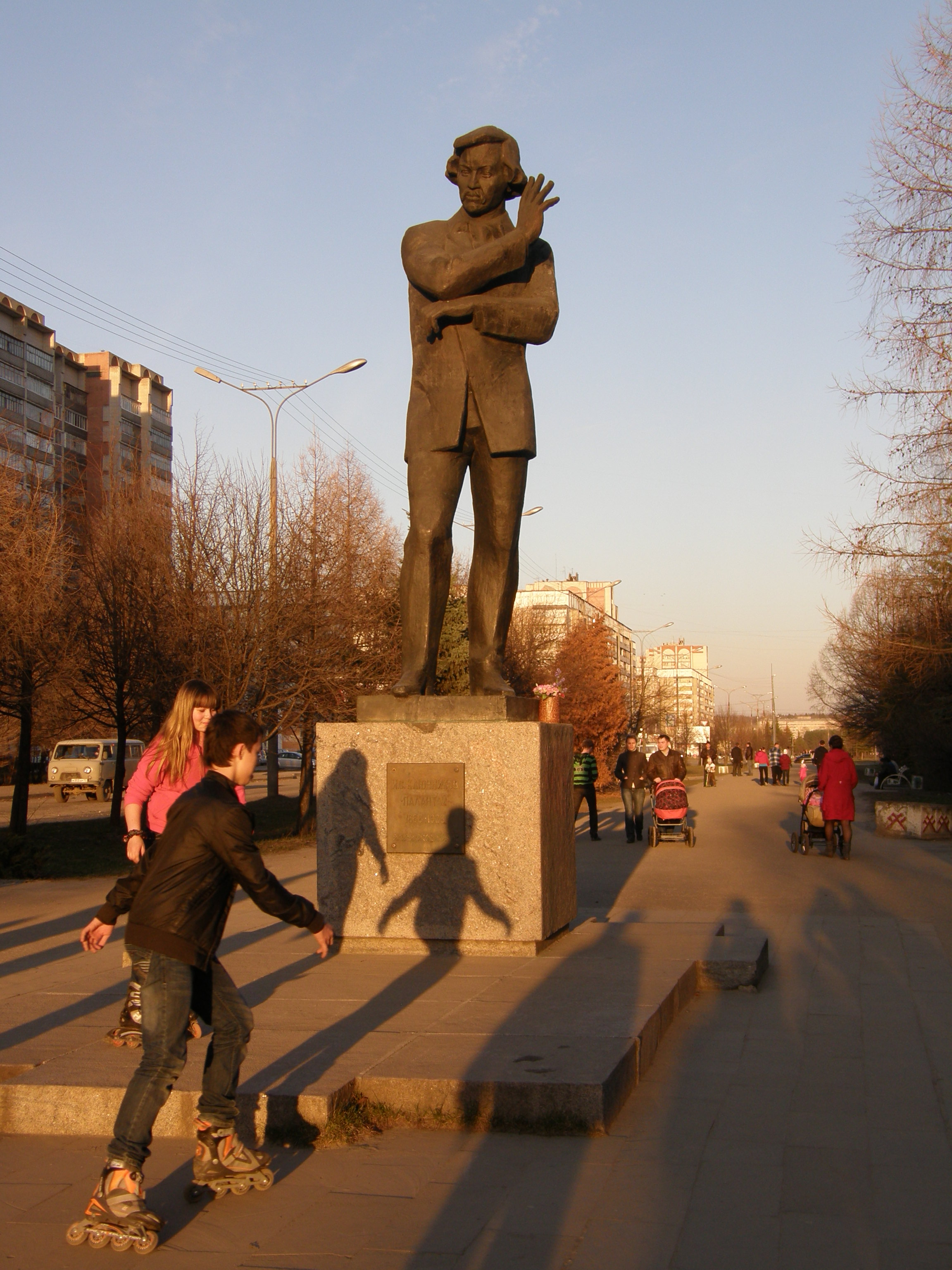
Памятник в Йошкар-Оле на бульваре Чавайна.

- Именем Палантая названа улица в Йошкар-Оле.
- Имя И. С. Палантая носит Марийский республиканский колледж культуры и искусств в Йошкар-Оле.
- В Йошкар-Оле на улице Льва Толстого находится Дом-музей И. С. Ключникова-Палантая.
- На бульваре Чавайна в Йошкар-Оле находится памятник И. С. Ключникову-Палантаю, открытый в 1982 году.